# Scott Weiland
Scott Richard Kline (San José, California; 27 de octubre de 1967-Bloomington, Minnesota; 3 de diciembre de 2015), más conocido como Scott Weiland, fue un músico estadounidense, compositor y vocalista. Durante la década de 1990 fue cantante de la popular banda grunge Stone Temple Pilots, que luego abandonaría hasta reintegrarse en 2008. Sin embargo, la separación definitiva se produjo en febrero de 2013.
También fue miembro de la banda Velvet Revolver, junto a Slash, Duff McKagan, Matt Sorum, exmiembros de la banda Guns N' Roses y Dave Kushner, con quienes trabajó durante 6 años (2002-2008/2012) y grabó dos álbumes: Contraband y Libertad.

## Biografía

### Con Stone Temple Pilots
A fines de la década de 1980, Scott Weiland conoce al bajista Robert DeLeo en un concierto de Black Flag. Juntos formaron la banda Mighty Joe Young con el hermano de Robert, Dean DeLeo, en la guitarra y Eric Kretz en la batería. La banda cambia su nombre al de Stone Temple Pilots cuando firman contrato con Atlantic Records, descubriendo que el nombre ya había sido registrado. Weiland escribía las letras de las canciones y era el cantante principal.
En 1992 lanzan su primer álbum, Core, y su primer éxito, "Sex Type Thing", permitiendo convertirse en una de las bandas comercialmente más exitosas del movimiento Grunge. Con este álbum, la banda fue acusada de copiar a bandas como Alice in Chains, Pearl Jam, Soundgarden y Nirvana. Las críticas apuntaban también a que el estilo vocal de Weiland era muy similar al de Layne Staley y Eddie Vedder. Sin embargo, Weiland y los demás STP han rechazado estas críticas citando a The Doors y al género ragtime como su principal influencia. Esto se ve reflejado en varias canciones de Stone Temple Pilots tales como "Atlanta" y la versión de "Break on through (to the other side)" realizado para el álbum Stoned Inmmaculate en tributo a The Doors.
En 1994, Weiland se casa con Janina Castaneda y la banda lanza su segundo álbum, Purple, mostrando el desarrollo de una identidad propia de la banda.
El año anterior, STP salió de gira con Butthole Surfers, siendo el cantante de esa banda, el que lo introduce a Weiland en la heroína.
En 1995, Weiland fue atrapado y condenado por comprar crack siendo sentenciado a un año de servicios a la comunidad. STP canceló la mayor parte de su conciertos de su tour en 1996-1997 de presentación de su tercer disco Tiny Music... Songs from the Vatican Gift Shop, causando que el disco cayera rápidamente en los rankings.
Con el estado incierto e impredecible de Weiland, STP toma un descanso. Los otros miembros de la banda crean el grupo Talk Show con el cantante Dave Coutts. Weiland, mientras tanto, adopta un look andrógino y lanza un álbum solista en 1998 llamado 12 Bar Blues. Weiland escribió la mayoría de las canciones del disco y colaboró con varios artistas como Daniel Lanois, Sheryl Crow y Jeff Nolan. El álbum fue un fracaso de crítica y de ventas. Fue durante ese tiempo que Weiland fue atrapado en Manhattan comprando heroína, tras lo cual finaliza su pequeña gira. Una condena previa en Los Ángeles, más numerosas violaciones de los servicios que debía realizar, hicieron que Weiland se ganara la cárcel.
Las constantes recaídas fueron demasiado para su matrimonio, y Castaneda pidió el divorcio. Weiland, volcaría luego la experiencia de esa relación con Castaneda, en dos canciones de STP, "Sour Girl" y "Atlanta". Su período en la cárcel le sirvió aparentemente para dejar su adicción, y una vez fuera, se reunió con Stone Temple Pilots. Poco después, se casó con Mary Forsberg, con quien tuvo dos hijos, Noah y Lucy. Entre 2008 y 2009 mantuvo una relación sentimental con la actriz neoyorquina Paz de la Huerta.
En 1999 la banda lanzó No. 4, a menudo considerado su más alto logro artístico. El álbum contiene el exitoso sencillo "Sour Girl", con un extraño y surreal video con Sarah Michelle Gellar.
En noviembre de 2001, Weiland fue invitado a tocar en el show VH1 Storytellers con los miembros sobrevivientes de the Doors. Weiland cantó dos temas de The Doors, "Break on Through (To the Other Side)" y "Five To One". El mismo mes, STP aparece en el CD tributo a The Doors, con su propia versión de "Break On Through".
A finales de 2001, Weiland fue arrestado por cargos de violencia doméstica en Las Vegas, aparentemente por empujar a Forsberg. Sin embargo, los cargos fueron levantados luego de que la pareja estuviera de acuerdo en aceptar ayuda psicológica. Poco después, Forsberg pidió el divorcio, pero la pareja finalmente se reconcilió. La carrera de Weiland tuvo un duro golpe, cuando tras un altercado entre él y Dean DeLeo en la gira del disco Shangri-La Dee Da, produjo la disolución de la banda.
En 2010, después de que Slash despidiera a Weiland de Velvet Revolver en 2008, Stone Temple Pilots hace algunos conciertos, donde posteriormente se reúnen en el estudio con muchas ideas para un nuevo disco, arreglando sus dificultades del pasado. El álbum, titulado simplemente Stone Temple Pilots (salió a la venta en 2010), demostrando su buen estado de forma y su continuidad como grupo.
Seguirán de gira en parte del 2011. Luego, emprendiendo una gira que continúa todo el año, principalmente por EE. UU. y algún sitio puntual de Europa. El miércoles 27 de febrero de 2013, de forma unilateral, los Stone Temple Pilots emitieron un comunicado prescindiendo de los servicios de Scott, dejando así, nuevamente el lugar vacante para un posible vocalista, el cual, en mayo de 2013, sería ocupado por el cantante de Linkin Park, Chester Bennington, presentándose en un concierto sorpresa para la radio KROQ, según indicó la revista Rolling Stone.

### Con Velvet Revolver
Antes de la separación de STP, Weiland fue arrestado en su cumpleaños, el 27 de octubre de 2003, en Hollywood, luego de un accidente de tránsito. Fue acusado de conducir bajo los efectos de las drogas y el alcohol. Los cargos fueron finalmente desechados después de una completa rehabilitación y posteriores controles de drogas.
Por ese tiempo, Weiland fue invitado a formar una banda con los ex Guns N' Roses Slash, Duff McKagan, Matt Sorum y Dave Kushner.
La banda usa el nombre provisional de The Project, y luego pasa a llamarse Velvet Revolver. Slash tenía idea de Revolver y Weiland de Black Velvet; decidieron mezclarlos para luego terminar acortándolo al de Velvet Revolver, ya que Black Velvet Revolver sonaba muy parecido a Stone Temple Pilots.
El álbum debut, Contraband, fue lanzado en junio de 2004 con mucho éxito. Debutó en el número uno del ranking de la revista Billboard y ha vendido más de tres millones de copias alrededor del mundo, hasta la fecha. Dos de las canciones del disco, "Slither" y "Fall to Pieces", alcanzaron el número uno del ranking Billboard de Rock Moderno. La canción "Slither" también ganó el Grammy por mejor canción de rock en el 2005.
La banda lanzó su segundo disco, Libertad, el 3 de julio de 2007. La canción elegida como primer sencillo para presentar este disco fue "She Builds Quick Machines".
El 1 de abril de 2008, Weiland se separa del grupo, debido a problemas con los demás integrantes. El guitarrista Slash, justificó la decisión por el «comportamiento impredecible» de Weiland en el escenario y por problemas personales.

### Como solista
En 1997 la situación de Weiland con Stone Temple Pilots era incierta e impredecible. Los demás miembros formaron la banda "Talk Show" junto a Dave Coutts; Weiland, mientras tanto, lanza en 1998 su álbum en solitario titulado 12 Bar Blues, componiendo la mayoría de las canciones del álbum y colaborando con varios artistas, destacando a Daniel Lanois, Sheryl Crow, Brad Mehldau y Jeff Nolan. El álbum fue un fracaso comercial, pero hubo ciertas críticas favorables.
Durante el 2007, además de su trabajo en Velvet Revolver, Weiland realiza otro disco solista (que es la continuación de 12 Bar Blues), "Happy" in Galoshes, álbum lanzado en 2008. El primer video, lo realiza con Paz de la Huerta, en ese entonces pareja de Weiland.
El 17 de mayo de 2011, mientras promocionaba su libro de memorias, Weiland anunció la grabación de un álbum de covers. El álbum, titulado A Compilation of Scott Weiland Cover Songs, fue lanzado a la venta en formato digital-sólo a través de página web de Weiland el 30 de agosto de 2011. El 4 de octubre de 2011, Weiland publicó The Most Wonderful Time of the Year, un álbum compuesto enteramente de música de Navidad, apoyando la difusión con una gira por clubes de los Estados Unidos.

### Fallecimiento
Scott Weiland fue hallado sin vida producto de un paro cardíaco sufrido en el autobús que lo llevaba de gira junto a su banda Scott Weiland & The Wildabouts por Bloomington (Minnesota) la tarde del 3 de diciembre de 2015, cuando el cantante tenía 48 años de edad. Su cuerpo fue encontrado alrededor de las 21:00 horas de esa misma noche. La banda tenía previsto tocar en el Medina Entertainment Center.
El fallecimiento de Scott Weiland fue confirmado por el guitarrista Dave Navarro a través de su cuenta de Twitter: "Just learned our friend Scott Weiland has died. So gutted, I am thinking of his family tonight".
Días después, la policía de Minnesota informó haber encontrado una pequeña porción de cocaína en el sitio donde Weiland fue hallado muerto. También habrían requisado cantidades menores de la misma sustancia en el área que ocupaba Tommy Black, guitarrista y compañero de banda, por lo que este último fue arrestado y fichado bajo el cargo de posesión de drogas en quinto grado.
El parte médico oficial, emitido el 18 de diciembre de 2015 (dos semanas después del deceso) determinó que Weiland falleció como consecuencia de una sobredosis accidental, tras mezclar drogas (cocaína y MDA) con alcohol, lo que potencia su efecto tóxico. También alude a su historial de drogadicción, que sumado a patologías cardíacas y respiratorias (asma) habrían precipitado la muerte.

## Discografía

### Con Stone Temple Pilots
- 1992 Core
- 1994 Purple
- 1996 Tiny Music... Songs from the Vatican Gift Shop
- 1999 No. 4
- 2001 Shangri - La Dee Da
- 2003 Thank You
- 2008 Buy This
- 2010 Stone Temple Pilots

### Con Velvet Revolver
- 2004 Contraband
- 2007 Libertad

### Con Scott Weiland & The Wildabouts
- 2015 Blaster

### Con Art of Anarchy
- 2015 Art of Anarchy

### Solista
- 1998 12 Bar Blues
- 2008 "Happy" in Galoshes
- 2011 A Compilation of Scott Weiland Cover Songs
- 2011 The Most Wonderful Time of the Year

### Colaboraciones
| Año  | Título                          | Artista(s)           | Álbum                                                   | Notas        |
| ---- | ------------------------------- | -------------------- | ------------------------------------------------------- | ------------ |
| 1995 | "Mockingbird Girl"              | Magnificent Bastards | Banda sonora de Tank Girl                               | Voz          |
| 1996 | Producción integra del álbum    | The Messengers       | Queen Today                                             | Producción   |
| 1997 | "Jindalee Jindalie"             | Masters of Reality   | Reality Show                                            | Voz          |
| 1998 | "Mindfield"                     | Ringo Starr          | Vertical Man                                            | Coros        |
| 1998 | "La De Da"                      | Ringo Starr          | Vertical Man                                            | Coros        |
| 1999 | "Time of the Season"            | Big Blue Missile     | Banda sonora de Austin Powers: The Spy Who Shagged Me   | Voz          |
| 1999 | "Nobody Like You"               | Limp Bizkit          | Significant Other                                       | Voz          |
| 2000 | "Rx Queen"                      | Deftones             | White Pony                                              | Voz          |
| 2000 | "We Will Rock You"              | DJ Hurricane         | Don't Sleep                                             | Voz          |
| 2001 | Coproducción integra del álbum  | Limp Bizkit          | Chocolate Starfish and the Hot Dog Flavored Water       | Producción   |
| 2001 | "Hold On"                       | Limp Bizkit          | Chocolate Starfish and the Hot Dog Flavored Water       | Voz          |
| 2001 | "Murder (You Know It's Hard)"   | The Crystal Method   | Tweekend                                                | Voz          |
| 2001 | "What's Going On"               | All Star Tribute     | What's Going On                                         | Voz          |
| 2002 | "Coming Down"                   | Pacifier             | Pacifier                                                | Coros        |
| 2002 | "Lucky Kid"                     | Sheryl Crow          | C'mon C'mon                                             | Coproducción |
| 2003 | "Post-Coital"                   | Campfire Girls       | Tell Them Hi                                            | Coros        |
| 2003 | "Tragic End"                    | Campfire Girls       | Tell Them Hi                                            | Coros        |
| 2006 | "Back of the Limo"              | Chris Bohn           | Fame                                                    | Voz          |
| 2006 | "Too Many Lines"                | Chris Bohn           | Fame                                                    | Voz          |
| 2007 | Producción integra del álbum    | The Actual           | _In_Stitches_                                           | Producción   |
| 2010 | "Can't You Hear Me Knocking"    | Santana              | Guitar Heaven: The Greatest Guitar Classics of All Time | Voz          |
| 2011 | Participación integra del álbum | The Glorious         | Stories From A Fractured Youth                          | Producción   |

Apariciones en bandas sonoras
- 1998 Great Expectations - "Lady, Your Roof Brings Me Down"
- 1999 Austin Powers: The Spy Who Shagged Me - "Time of the season" (Big Blue Missile con Scott Weiland)
- 2001 Not Another Teen Movie - "But Not Tonight" (versionando Stripped de Depeche Mode)
- 2003 Hulk - "Set Me Free" (Music Video, Directed by Dean Karr)
- 2004 Grand Theft Auto: San Andreas - "Plush"
- 2005 Los 4 Fantásticos- "Come on, Come in"
- 2007 Bug - "Beautiful Day" ("Learning To Drive")
- 2007 Evan Almighty  - "Revolution"
- 2008 Midnight Club: Los Angeles - "Hyper Fuzz Funny Car" ("South Central DLC")
- 2012 The Avengers - "Breath"